# Hamlet (1921)
Hamlet ist eine deutsche Literaturverfilmung, die unter der Regie des Dänen Svend Gade und des Deutschen Heinz Schall im Jahre 1920 entstanden ist. Produziert von Asta Nielsen, wurde der Film sowohl zum größten Erfolg an den deutschen Kinokassen im Jahr 1921 als auch zum ersten Publikumserfolg eines deutschen Films in den USA nach dem Ersten Weltkrieg.

## Handlung

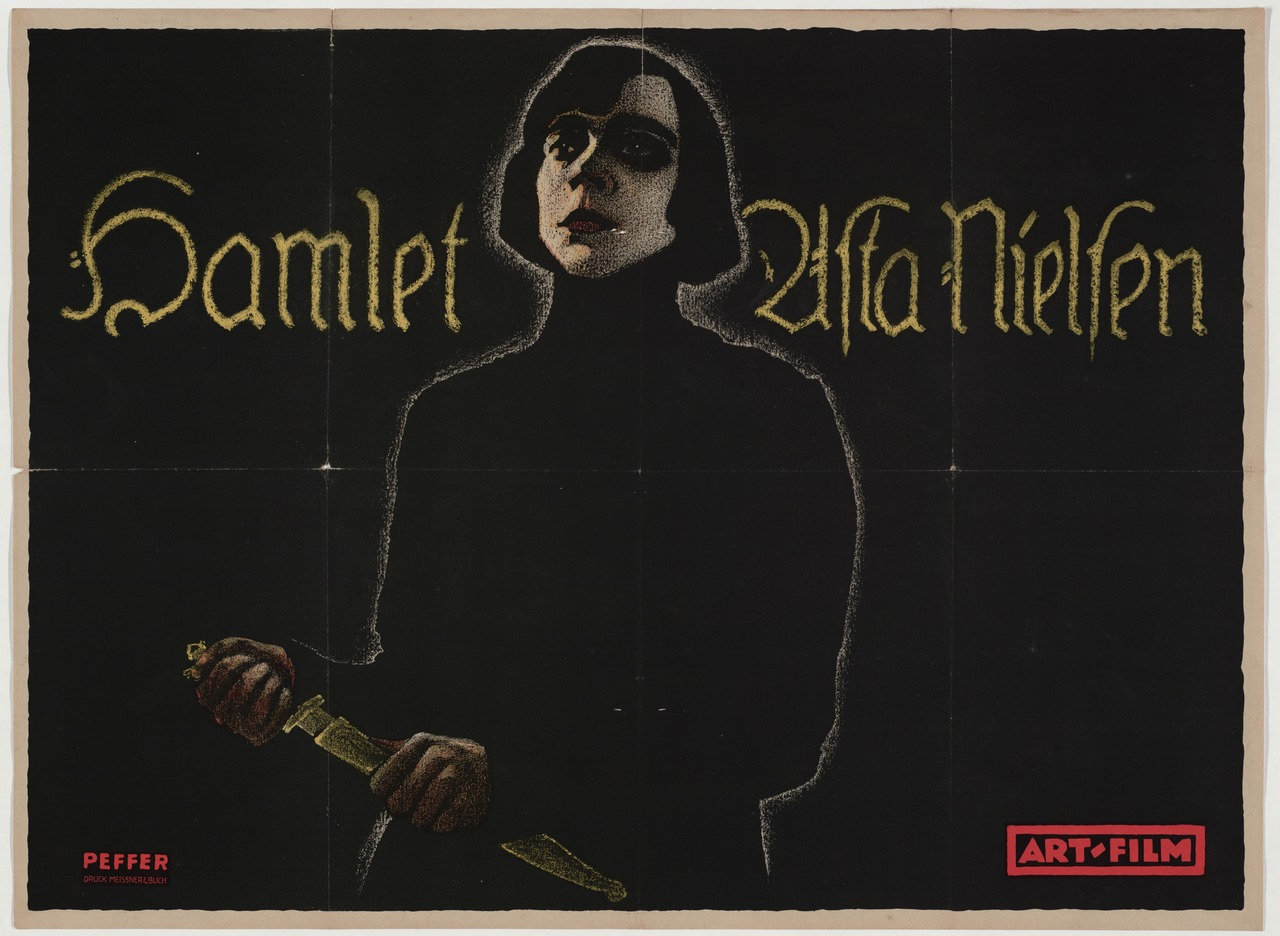
Von Franz Peffer entworfenes Kinoplakat für den Stummfilm Hamlet mit Asta Nielsen in der Hauptrolle;
um 1920, gedruckt von Meissner & Buch, Leipzig; im Besitz des Museum of Modern Art (MomA)

In einer Schlacht zwischen den Königreichen Dänemark und Norwegen fällt der norwegische König, während der dänische Herrscher Hamlet lediglich verwundet wird. Daraufhin wird Norwegen Vasallenstaat Dänemarks. Die voreilige Nachricht, König Hamlet sei gefallen, erreicht den dänischen Hof in Helsingør zu dem Zeitpunkt, da Königin Gertrude gerade ein Mädchen zur Welt gebracht hat. Dieses wird gegenüber dem Volk als männlicher Thronfolger Prinz Hamlet ausgegeben, und auch König Hamlet belässt es nach seiner Rückkehr bei dieser Staatslüge. Hamlet wird als Prinz und Thronfolger aufgezogen und zum Studium nach Wittenberg geschickt.
Claudius, der Bruder König Hamlets, ermordet im Einvernehmen mit Königin Gertrude den rechtmäßigen Herrscher und reißt die Königskrone an sich, indem er die Witwe heiratet. Als Prinz Hamlet die Nachricht vom Tode des Vaters erreicht, kehrt sie von Wittenberg zurück nach Helsingør und ist ob der sofortigen Heirat zwischen Mutter und Onkel verstört. Überzeugt von einem unnatürlichen Tode des Vaters, mimt sie die Geistesgestörte, um den Mörder ihres Vaters zu entlarven. Ophelia soll auf Wunsch von Polonius und des neuen Herrscherpaares mit Hamlet liiert werden, diese ist jedoch abweisend und fühlt sich zu ihrem Studienfreund Horatio hingezogen, der seinerseits an Ophelia interessiert ist.
Hamlets Verdacht bestätigt sich, als sie eine Gruppe Wanderschauspieler den vermuteten Mord an König Hamlet nachspielen lässt: Claudius wird aufbrausend und beendet die Aufführung. Hamlet belauscht Claudius, wie dieser im Gebet den Mord gesteht, tötet ihn aber nicht. Anlässlich einer Audienz bei ihrer Mutter ersticht Hamlet Polonius, der hinter einem Vorhang gelauscht hatte – Claudius ist sich nunmehr sicher, dass Hamlet nach seinem Leben trachtet. Er schickt Hamlet in Begleitung von Rosenkranz und Güldenstern nach Norwegen, um ihn vom norwegischen König enthaupten zu lassen. Hamlet umgeht das Komplott, indem sie den Brief fälscht, woraufhin statt ihrer die beiden Begleiter den Tod finden.
Gemeinsam mit ihrem Studienfreund, dem norwegischen König Fortinbras, kehrt Hamlet zurück nach Helsingør, wo gerade Ophelia zu Grabe getragen wurde, nachdem sie sich aus Kummer ertränkt hatte. Hamlet trifft Claudius bei einem Trinkgelage und steckt das Haus in Brand; Claudius findet dabei den Tod. Gertrude stachelt den um seine Schwester trauernden Laertes zu einem Zweikampf mit Hamlet an, bei dem Hamlet durch das vergiftete Schwert Laertes' oder einen vergifteten Trank sterben soll. Die Königin greift versehentlich zum falschen Becher und trinkt selbst das Gift, Hamlet wird von Laertes mit dem giftigen Schwert verwundet und trifft Laertes ebenfalls tödlich. Als Fortinbras in Helsingør eintrifft, bleibt ihm nur, die tote Hamlet davonzutragen.

## Kritik
Der Film wird von Kritikern – insbesondere aufgrund der zahlreichen Zwischentitel sowie der theatermäßigen Inszenierung – als eine vergleichsweise weniger gelungene Literaturverfilmung angesehen. Das zurückhaltende Spiel von Asta Nielsen findet hingegen Wohlwollen.